# Anne Czichowsky
Anne Czichowsky (Schaffhausen, 14 januari 1981) is een Duitse jazzzangeres.

## Biografie
Czichowsky begon in 1996 op 15-jarige leeftijd met klassiek zangonderricht en werd drie jaar later prijswinnares bij het landelijk concours Jugend jazzt. Van 2002 tot 2002 behoorde ze als zangeres tot het Landesjugendjazzorchester Baden-Württemberg onder Bernd Konrad. Van 2001 tot 2007 studeerde ze jazzzang in Stuttgart en Graz. Met summa cum laude behaalde ze in 2007 haar diploma aan de Staatliche Hochschule für Musik und Darstellende Kunst Stuttgart.
Sindsdien zong Czichowsky o.a. in het Önder Focan Trio, het St. Petersburg Jazz Quartett, de Italian Allstars, Gianluca Esposito, Oliver Mtukudzi en met het Südpool-Ensemble met Michael Kersting, Paul Schwarz, Günter Lenz en Herbert Joos. Daarna leidde ze eigen bands als het Anne Czichowsky Quintett, Playground en Jazzpartout. Met Sabine Kühlich formeerde ze Lines for Ladies, was ze te horen tijdens het festival Women in Jazz en ging ze in 2014 op tournee met Sheila Jordan. Ook treedt ze op in een duo met de Zwitserse gitarist Michael Bucher.
Anne Czichowsky doceert jazzzang aan de muziekhogescholen in Stuttgart, München en Saarbrücken.

## Onderscheidingen
Met Jazzpartout won Czichowsky in 2008 het internationale jazzconcours in Boekarest. In hetzelfde jaar behaalde ze in Finland tijdens het International Jazz Singers Contest Lady Summertime de eerste plaats. In 2010 werd ze tweede tijdens het twaalfde concours der jazzsolisten in Monaco. In 2011 werd ze (als tweede vrouw überhaupt) onderscheiden met de jazzprijs van Baden-Württemberg.

## Discografie
- 2009: Anne Czichowsky & Jazzpartout Rise (Neuklang)
- 2011: Play on Words (Neuklang, met Thilo Wagner, Lorenzo Petrocca, Axel Kühn, Matthias Daneck)
- 2014: Czichowsky, Petrocca & Kühn Our Favorite Tunes
- 2014: The Truth and the Abstract Blues (DoubleMoon Records, met Thilo Wagner, Martin Wiedmann, Axel Kühn, Matthias Daneck)
- 2016: Lines for Ladies Feat. Sheila Jordan & Kristin Korb Live! (Da Music, met Laia Genc en Sabine Kühlich)

- Gemeinsame Normdatei: 1016527098
- International Standard Name Identifier: 0000 0001 3953 9909
- MusicBrainz: 491b1124-d240-45b1-9fc4-9783c1209566
- Virtual International Authority File: 213861645
- WorldCat: E39PBJm4TkTcV6pB8DRBVHpkjC